# Ctenus complicatus
Ctenus complicatus este o specie de păianjeni din genul Ctenus, familia Ctenidae, descrisă de Franganillo, 1946.
Este endemică în Cuba. Conform Catalogue of Life specia Ctenus complicatus nu are subspecii cunoscute.